# Дибна, Фред

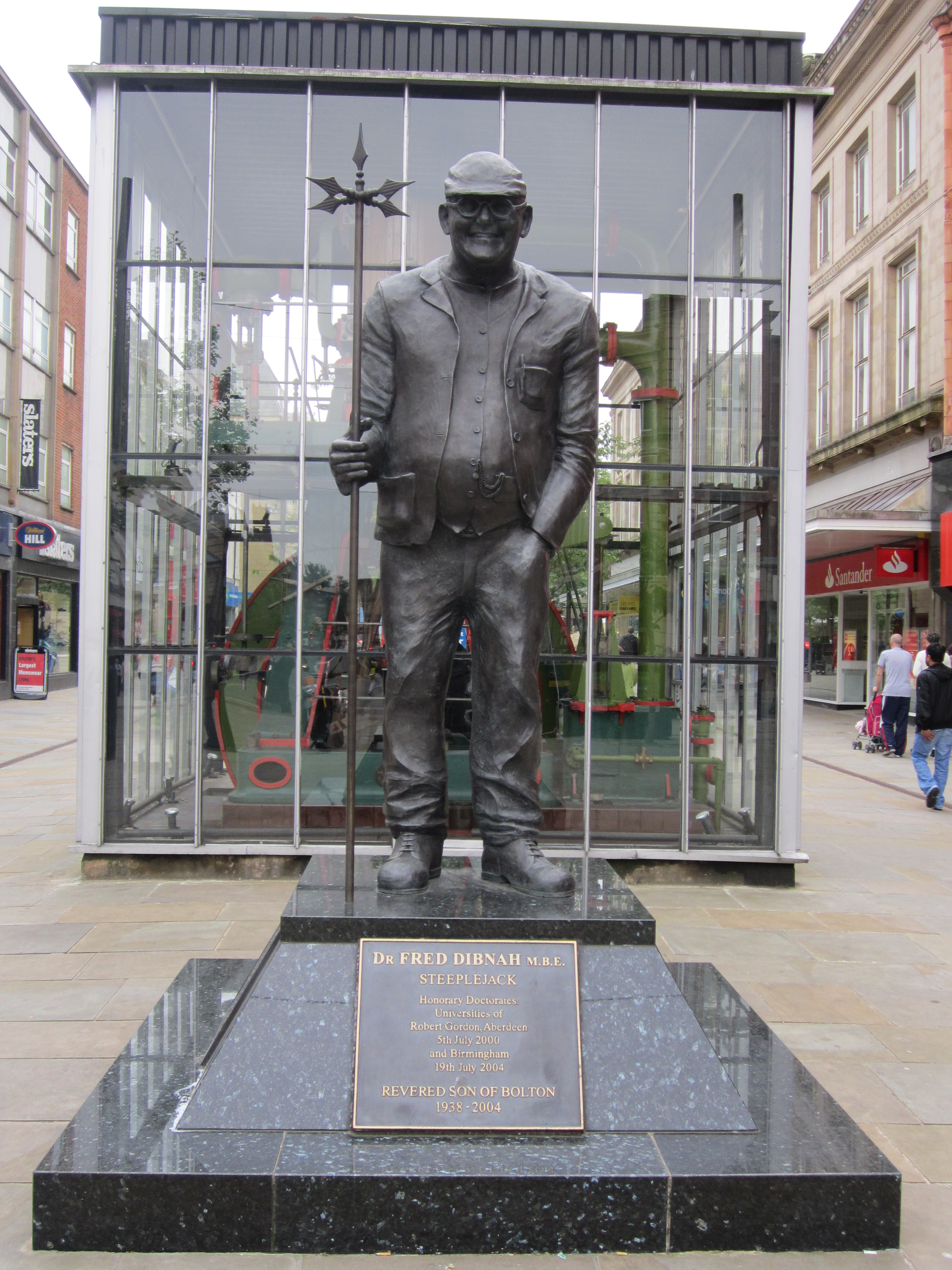
Памятник Фреду Дибна в Болтоне

Доктор Фредерик Трэвис Дибна (англ. Frederick Travis Dibnah; 28 апреля 1938, Болтон, Большой Манчестер — 6 ноября 2004, Большой Манчестер, Северо-Западная Англия) — британский монтажник-высотник, телеведущий, инженер-механик.

## Биография
Фред Дибна родился в семье рабочих в Болтоне 28 апреля 1938 года, когда британская промышленность в значительной степени зависела от угля. В детстве он был очарован паровыми машинами, которые были задействованы на многих текстильных фабриках Болтона, но особое внимание он уделял дымовым трубам и людям, которые на них работали. Читать и писать умел плохо, в связи с чем проходил обучение в художественном классе, а затем три года в художественном училище, которое окончил в 16 лет, после чего начал свою трудовую деятельность как столяр, прежде чем стать высотником.
В 1960—1962 годах он в течение двух лет служил поваром в Корпусе питания Британской армии, будучи призванным на национальную (срочную) службу, после чего вернулся к высотным работам, но добился ограниченного успеха, пока его не попросили отремонтировать башню приходской церкви Болтона. Полученная в результате реклама способствовала развитию его бизнеса, благодаря чему он почти никогда не оставался без работы.
В 1978 году, во время ремонта ратуши Болтона, Дибна был заснят региональной съёмочной группой новостей Би-би-си. Затем Би-би-си заказала документальный фильм, в котором рассказывалось, как он работал с дымовыми трубами, общался со своей семьёй и рассказывал о своём любимом хобби — паровой машине. Его ланкаширский говор и мягкий философский взгляд самоучки оказались интересны телезрителям, после чего он фигурировал в ряде телевизионных программ.
К концу его жизни упадок британской индустрии отразился на упадке его бизнеса по высотным работам, и Дибна всё больше стал полагаться на публичные выступления для поддержания своих доходов. В 1998 году он представил программу, посвященную промышленной истории Великобритании, а затем представил ряд серий, в основном посвящённых промышленной революции и её механическому и архитектурному наследию.

### Признание
5 июля 2000 года Университет Роберта Гордона присвоил Фреду Дибна степень доктора технологии honoris causa.
31 декабря 2003 года было объявлено о принятии Дибны в члены Ордена Британской империи за заслуги в области культурного наследия и телерадиовещания. По поводу этого он сказал:

Я с нетерпением жду встречи с королевой, но мне, вероятно, придется купить новую кепку. И я хотел бы встретиться с принцем Чарльзом, потому что у нас одинаковые взгляды на современную архитектуру
Оригинальный текст (англ.)I'm looking forward to meeting the Queen but I shall probably have to get a new cap. And I'd like to meet Prince Charles because we share the same views about modern architecture.
— 
7 июля 2004 года Дибна отправился в Букингемский дворец, чтобы получить свою награду из рук королевы. Первоначально он планировал въехать на своей паровой машине на территорию дворца, но получил отказ, поскольку Королевское парковое агентство опасалось, что он повредит покрытие Мэлла. В конце концов, ему разрешили перегнать свой паровоз в Веллингтонские казармы, расположенные недалеко от дворца. Он получил свой орден, надев парадный костюм и цилиндр.
19 июля 2004 года Бирмингемский университет присвоил ему звание почётного доктора университета.

### Смерть и похороны

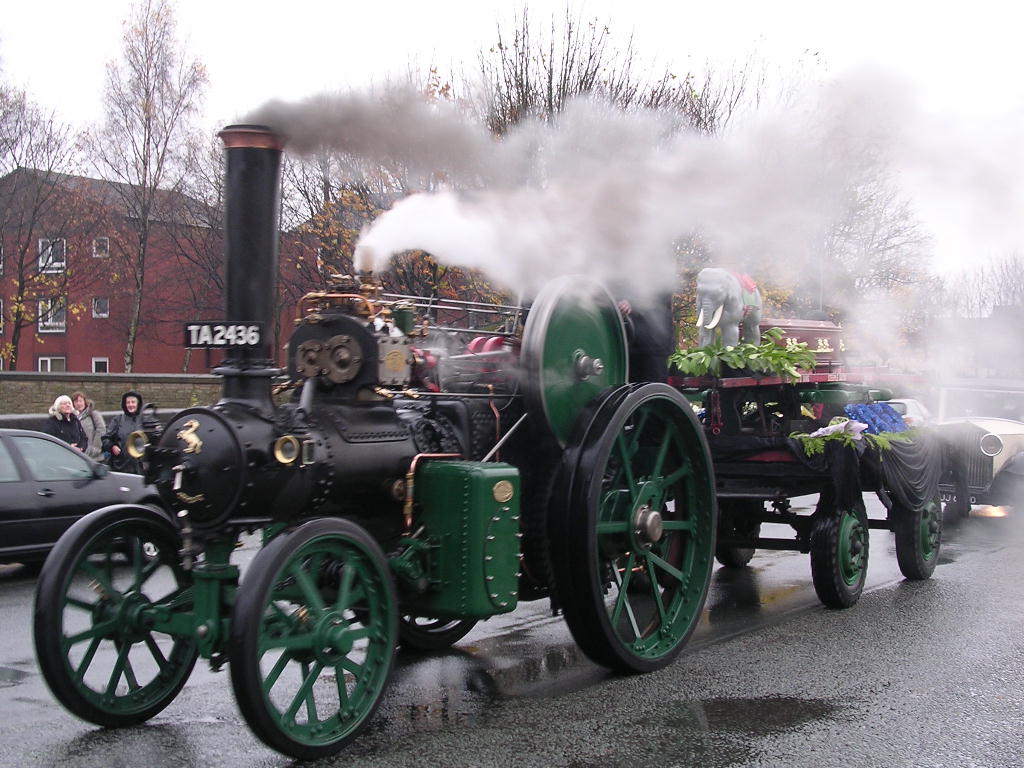
Гроб с телом Фреда Дибна везут на его паровой машине по улицам Болтона

Фред Дибна умер от рака мочевого пузыря 6 ноября 2004 года в возрасте 66 лет. Похоронен в родном городе, на кладбище Тондж.

## Фильмография
- Fred Dibnah: Steeplejack (1979)
- Fred (1982)
- Fred – A Disappearing World (1983)
- A Year with Fred (1987)
- A Year with Fred – New Horizons (1991)
- Fred Dibnah – Getting Steamed Up (1991)
- Life With Fred (1994)
- Fred Dibnah's The Ups and Downs of Chimneys (1994)
- Fred Dibnah's All Steamed Up (1994)
- Fred Dibnah Getting Steam Up (1995)
- The Fred Dibnah Story (1996)
- Fred Dibnah's Industrial Age (1999)
- Fred Dibnah's Magnificent Monuments (2000)
- Fred Dibnah's Victorian Heroes (2001)
- Fred Dibnah's Building of Britain (2002)
- Fred Dibnah's Age of Steam (2003)
- Dig with Dibnah (2004)
- A Tribute to Fred Dibnah (2004)
- Fred Dibnah's Made in Britain (2005)
- Fred Dibnah's World of Steam, Steel and Stone (2006)